# Orkan Per
Orkan Per, auch genannt Sturm Per, oder Januarsturm 2007, war ein starkes Tiefdruckgebiet, das am Sonntag dem 14. Januar 2007 Götaland und Svealand traf. Blekinge, Halland, Småland, Västra Götaland, Östergötland, Öland und Gotland waren von den stärksten Winden betroffen. Skåne und Södermanland in nicht minderen Umfang. Zu einem gewissen Teil auch Värmland, Närke, Västmanland und Uppland.
An den Küsten des Skagerraks und Kattegatts, am Vänern, an der Ostsee mit Hanö und südlich von Roslagen im Norden wurden Orkanböen gemessen. Sturmböen wurden auch im gesamten Hinterland erfasst, wenn auch nicht bei jeder Messstation. Die höchste gemessene Windgeschwindigkeit war laut Schwedischem Meteorologischem Institut 144 km/h auf Hanö.

## Schaden und Konsequenzen
Drei Menschen starben durch, aufgrund der hohen Windgeschwindigkeiten, umstürzende Bäume. In zwei Fällen saßen diese Personen in einem Auto, der dritte Tote war ein achtjähriger Junge aus Motala der mit seinem Vater auf einem Moped fuhr. Zwei weitere Menschen starben bei Aufräumungsarbeiten am 15. Januar, einer in Vimmerby und ein anderer auf Öland.
Zirka 280.000 Haushalte waren ab Sonntag 22.00 Uhr ohne Strom. Als Grund nannten die drei größten Stromlieferanten in Schweden, den Sturm und das darauf folgende schlechte Wetter. Ein Teil der Haushalte musste mehr als eine Woche ohne Strom auskommen. Ein weiterer Grund sind die, besonders auf dem Land, oberirdisch verlaufenden Stromleitungen. In diese stürzen bei Sturm regelmäßig Bäume und zerreißen diese.
Ab Sonntag um 14.30 Uhr mussten in West- und Südschweden etwa 37.000 Personen ohne Telefon auskommen, so die Auskunft der Telia. Am Montagabend waren es schon 60–70.000 Haushalte, die ohne Telefon waren. Im Mobilfunknetz gab es schwere Störungen während des Sturms und den Tagen danach.
Zu dieser Zeit teilte die Eisenbahnbehörde und die Schwedische Eisenbahn mit, dass am Sonntag sämtlicher Eisenbahnverkehr in Westschweden eingestellt ist. Mit Ausnahme der „Westliche Stammstrecke“ genannten Eisenbahnstrecke in Südschweden und der Bahnstrecke Nässjö–Falköping (Jönköpingsbanan), da das Risiko zu groß war, den Bahnverkehr auf den betroffenen Strecken fort zu setzen. Ab dem Nachmittag des 14. Januar war der Zugverkehr in den Bezirken West Götaland, Skåne, Halland und im Bezirk Kronoberg weitestgehend wieder hergestellt. In Skåne konnte der Zugverkehr über die Öresundbrücke während der gesamten Sturm-Dauer aufrechterhalten werden. Während des gesamten Sonntags gab es keinen Schienenersatzverkehr mit Bussen. Während des Montags waren noch immer viele Bahnverbindungen gestört, aber der Schienenersatzverkehr begann langsam zu funktionieren.
Vorläufige Schätzungen am Tag nach dem Sturm gingen davon aus, dass zirka 16 Millionen Kubikmeter Wald vom Sturm gefällt worden waren. Als später genaue Zahlen vorlagen, stellten sich diese Schätzungen als ziemlich zutreffend heraus.

## Namensgebung
Verantwortlich für die Namensgebung war das Norwegische Meteorologische Institut. Sie gaben dem Tiefdruckgebiet als erste den Namen Per. Die Namensgebung erfolgte nach der dort üblichen alphabetischen Reihenfolge. Per war also der neunte Sturm nach dem Orkan Gudrun. Das Schwedische Meteorologische Institut gibt den Stürmen keine Eigennamen, sondern benennt diese nach dem Monat und dem Jahr, in welchem diese auftreten.

## Verlauf des Orkans
Der Orkan verursachte ein Tiefdruckgebiet, welches über Skandinavien zog. Beginnend von der Nordsee über Norwegen, Mittelschweden und über die Ostsee. Südlich vom Zentrum des Tiefdruckgebietes gab es schwere Winde in einem großen Gebiet. Das Zentrum des Tiefdruckgebiets zog in der Nacht vom 13. auf den 14. Januar über Norwegen im Großraum Bergen. Der niedrigste gemessene Luftdruck lag bei 965 hPa. Das Zentrum des Sturms bewegte sich dann über Schweden.
Es nahm seinen Weg über Nord-Värmland mit einem Druck von 972 hPa und weiter über Dalarna und Uppland.
Die starken Winde trafen Westschweden am Vormittag des 14. Januar. Am Morgen blies der Wind mit Orkanstärke in Böen und mit einer mittleren Geschwindigkeit von 26–27 m/s. Während des Tages zog das Sturmgebiet über Süd-Schweden und nährte sich am Abend der Ostküste. Ein Niederschlagsgebiet kreiste um das Zentrum des Tiefdruckgebiets. Zuerst gab es östlich des Tiefdruckgebiets Regen und später auch Schnee im Norden und Westen, dies betraf überwiegend das östliche Svealand und das südliche Norrland.

## Vergleich mit dem Orkan Gudrun
Grundsätzlich kann man sagen, dass der Orkan Gudrun größere Schäden anrichtete als Per. Durch Per wurden 16 Millionen Kubikmeter Wald vernichtet. Durch Gudrun etwa 75 Millionen Kubikmeter. Also ungefähr fünf Mal so viel. Wegen Gudrun verschlechterte sich auch noch zusätzlich der Zustand des Waldbodens durch den zu dieser Zeit herrschenden Frost.
Per war also insgesamt schwächer als der Orkan Gudrun, mit im Mittel 2–4 m/s schwächeren Windböen. Doch es gab auch lokale Unterschiede. In Nord-Götaland war Per gleich stark oder sogar stärker als Gudrun, während Gudrun im mittleren und südlichen Götaland weit ausgeprägter war. Per hatte auch mehr eng beieinander liegende Isobaren. Die Isobaren sind ein Indiz für die Stärke der vorherrschenden Winde.
Die Tiefdruckbahnen von Per und Gudrun weisen eine hohe Ähnlichkeit auf. Beide bildeten sich westlich der Britischen Inseln und zogen über das südnorwegische Hochland. Nachdem Per Schweden passiert hatte, zog er über Estland ab, während Gudrun sich mehr in nördlicher Richtung über Karelien bewegte.

## Sonstiges
- Orkan Gudrun
- Orkane und starke Stürme in Schweden